# Mussolini-Obelisk

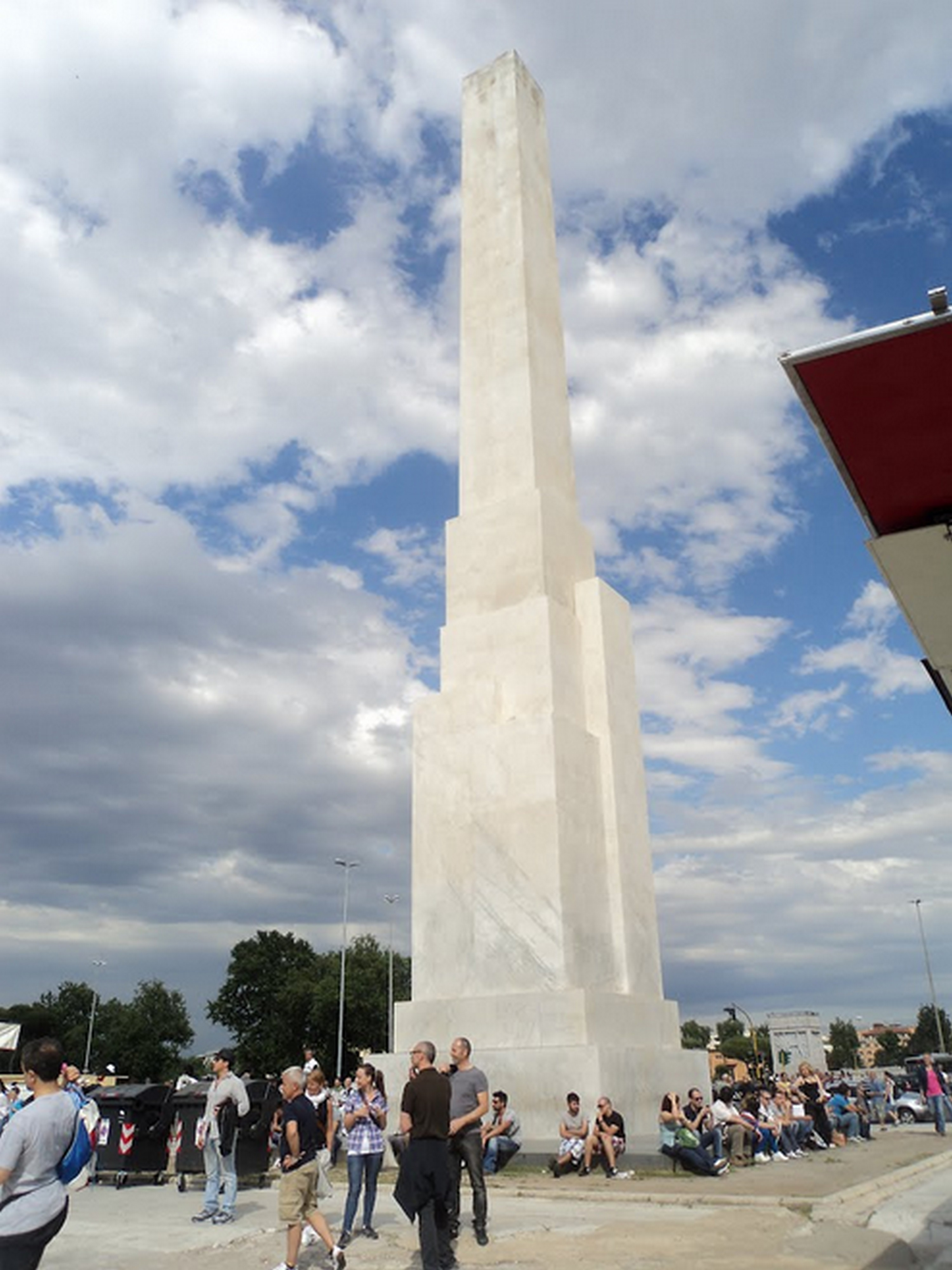
Der Mussolini-Obelisk, 2012

Der Mussolini-Obelisk oder Mussolini-Monolith ist ein Obelisk in Rom aus Carrara-Marmor. Er ist der größte Monolith, der im 20. Jahrhundert mit Seilsägen aus dem Berg gesägt und anschließend bearbeitet wurde. Der Obelisk mit vergoldeter Spitze hat eine Höhe von 17,40 Metern und wiegt knapp 300 Tonnen.
Das unter Benito Mussolini ab 1928 hergestellte und 1932 der Öffentlichkeit übergebene Objekt faschistischer Monumentalarchitektur steht noch heute. In den Obelisken ist in großen Lettern der Schriftzug MVSSOLINI DVX (‚Mussolini, der Führer‘) und das Symbol der italienischen Faschisten, das Liktorenbündel, eingeschlagen. Diese Schauseite wird nachts von Scheinwerfern angestrahlt.
Der Obelisk ist kein Monument unter anderen, sondern der Schlusspunkt der städtebaulichen Vorstellungen Mussolinis. Er stellt Mussolini als Schöpfer eines Staates und der Ära des Faschismus dar.

## Lage
Der Obelisk markiert das Zentrum des Foro Italico im Norden Roms im Stadtviertel Della Vittoria. Er steht auf der Piazza Lauro De Bosis, die nach dem Antifaschisten Adolfo Lauro De Bosis (1901–1931) benannt wurde.

## Foro Italico

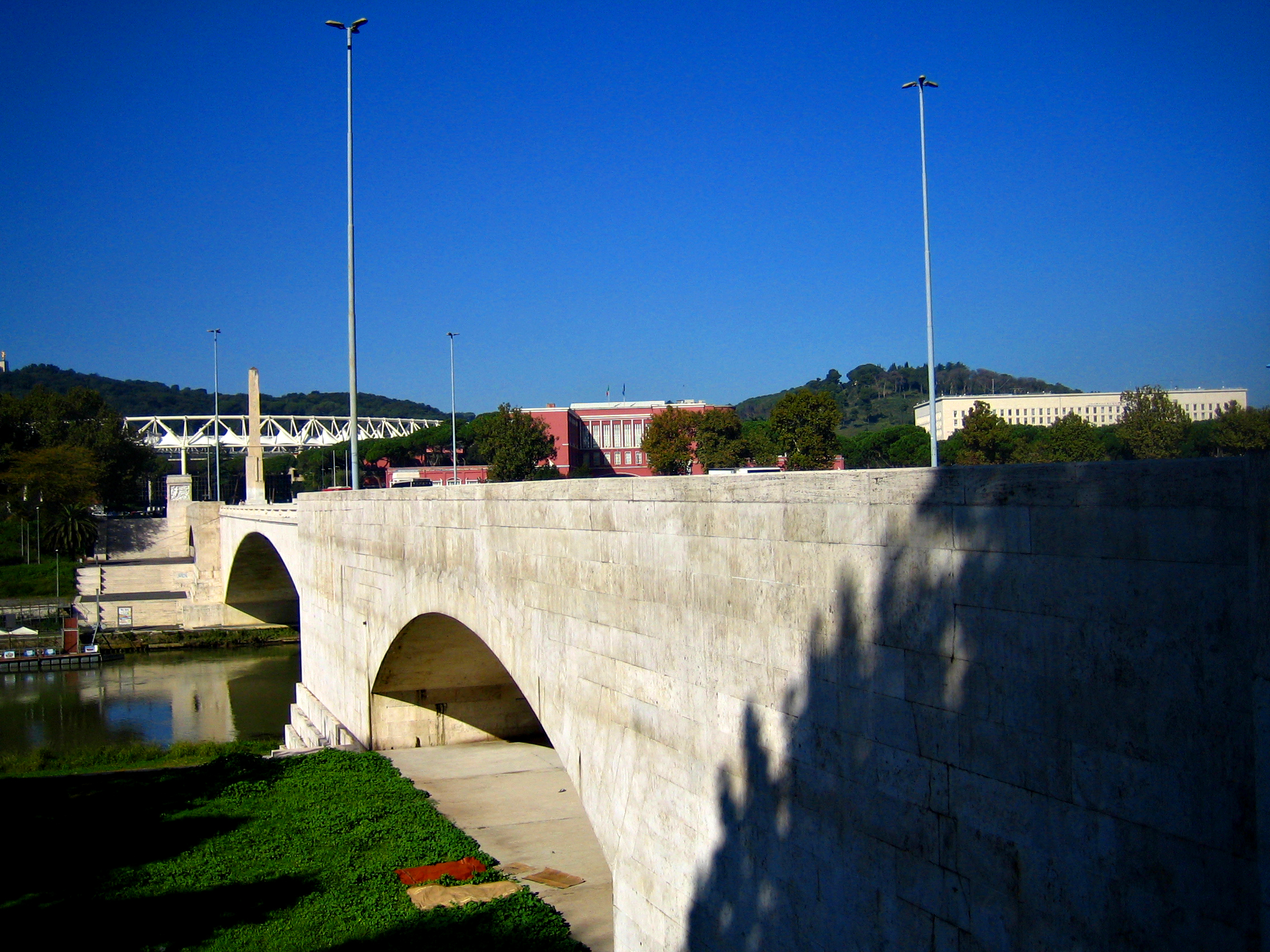
Die 220 m lange und 30 m breite Ponte Duca d’Aosta von Architekt Vincenzo Fasolo (fertiggestellt 1942) mit Mussolini-Obelisk im Hintergrund mittig vor Stahlkonstruktion

Das Foro Italico war eines der wichtigsten Bauprojekte des faschistischen Regimes in Italien. Mit den Sportstätten wollte sich Rom um die Olympischen Sommerspiele 1940 bewerben. Zu dem Komplex in Rom gehören das Olympiastadion Rom und das Olympische Schwimmbad, von „Enrico Del Debbio und Luigi Moretti in jenem gigantomanischen Stil erbaut, der den Glanz des alten Weltreichs [der römischen Antike] imitieren sollte“. Mussolini wollte sein eigenes Forum bauen und dabei die Foren von Caesar und Augustus übertreffen. „Das Foro Italico bietet ein typisches und gut erhaltenes Beispiel der Instrumentalisierung des Sports für die Zwecke der Ideologie des Faschismus und seines Herrenmenschentums.“ Neben dem Mussolini-Obelisken und den 60 Monumentalstatuen aus Marmor befinden sich im Foro Italico in Mosaikböden die Inschriften DVCE (‚Führer‘), DVCE A NOI (‚Führer – mit uns‘), MOLTI NEMICI MOLTO ONORE (‚Viel Feind, viel Ehr‘) und DVCE LA NOSTRA GIOVINEZZA A VOI DEDICHIAMO (‚Duce, wir schenken Euch unsere Jugend‘) eingelegt.
Die Brücke über den Tiber, der Ponte Duca d’Aosta, der Mussolini-Obelisk und der Sphärenbrunnen auf dem Piazzale del Foro Italico, in dessen Mitte sich die Weltkugel aus Carrara-Marmor mit einem Durchmesser von 3 Metern und 37 Tonnen Gewicht befindet, liegen auf einer Achse. Dahinter befindet sich das Olympiastadion Rom.

## Schriftzug MVSSOLINI DVX

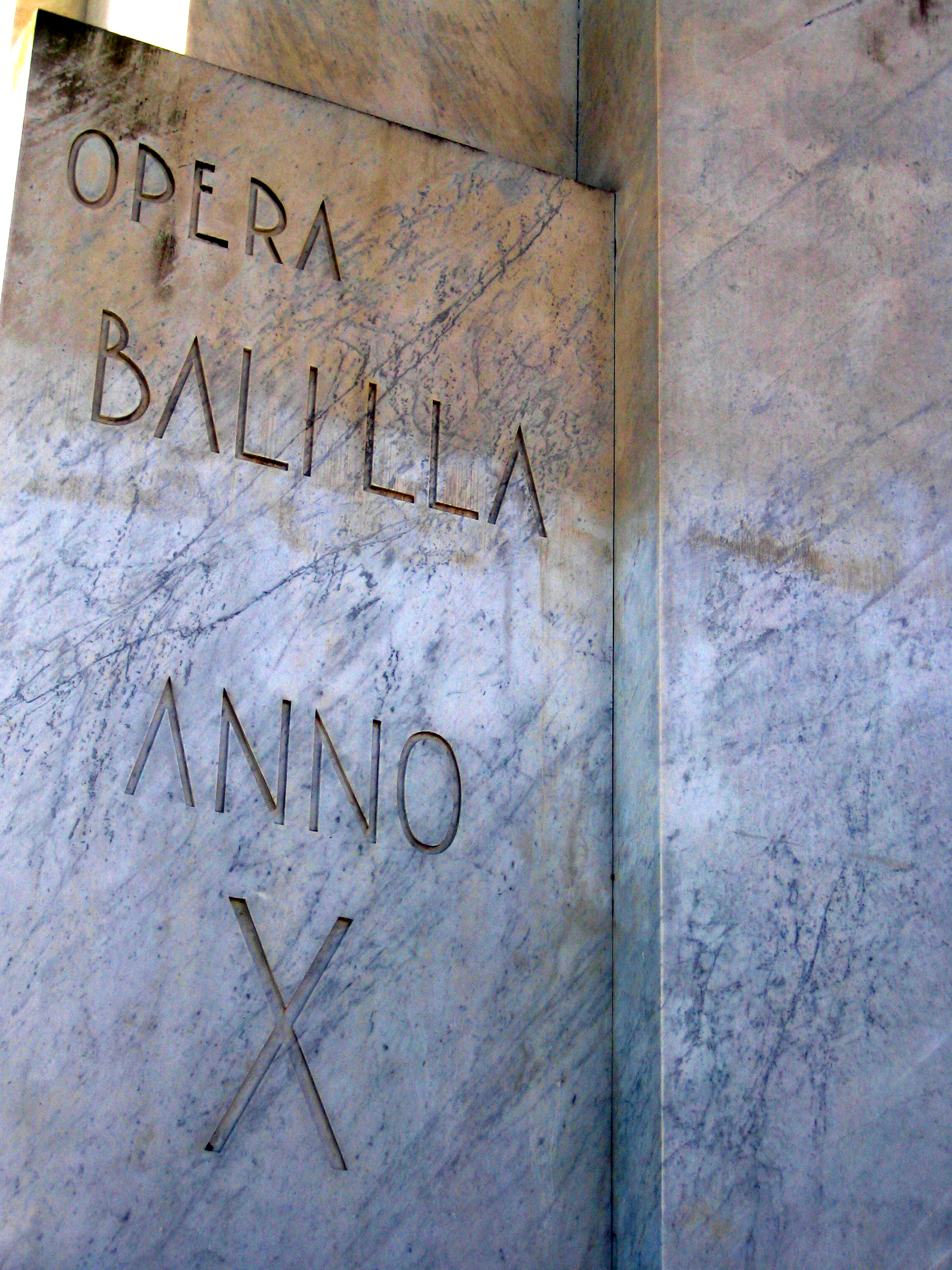
Schriftzug der Balilla zum zehnjährigen Bestehen des italienischen Faschismus, 1932

Während das Foro Mussolini in Foro Italico umbenannt wurde, trägt der Monolith bis zum heutigen Tage einen in Stein gehauenen Schriftzug MVSSOLINI DVX. Die Großbuchstaben sind senkrecht geordnet. Der Schriftzug MVSSOLINI bedeckt den oberen Teil des Obelisken und DVX den linken unteren seitlichen Teil. Rechts neben dem Schriftzug DVX befindet sich ein symbolisiertes Liktorenbündel (lateinisch fasces) eingeschlagen, ein Machtsymbol der italienischen Faschisten, das auch ein Bestandteil im Wappen Mussolinis ist. Die Anordnung der Schrift folgt der Formgestaltung des Obelisken, die die Ansichtsseite mit dem Schriftzug in unterschiedliche rechteckige Flächen gliedert. Die Schriftbuchstaben DVX sind größer als die des Namenszuges MVSSOLINI. Jeder Großbuchstabe dürfte etwas mehr als einen Meter hoch sein. Die Schrift ist als eine Flachnut vertieft (schätzungsweise 5 cm) in den Stein eingeschlagen.
Im Sockel des Obelisken verewigte sich die faschistische Jugendorganisation Italiens, die Opera Nazionale Balilla, mit einem weiteren Schriftzug: OPERA BALILLA ANNO X (Jugendorganisation Balilla: 10. Jahrestag).
Weder der Schriftzug der Balilla noch der Mussolinis wurden entfernt, obwohl nach dem Ende des faschistischen Systems in Italien alle Hinweise und der Name von Mussolini entfernt werden mussten. Eine technische Erklärung, warum dies nicht geschah, lautet, dass die Buchstaben zum Entfernen zu groß bzw. zu tief eingeschlagen sind. Eine andere Erklärung berücksichtigt mehrere Aspekte: Die alliierten Truppen quartierten sich auf dem Forum Mussolini ein, und das große Stadion wurde zum Parkplatz für ihre Armeefahrzeuge. In der Nachkriegszeit tat sich Italien schwer mit der Aufarbeitung der Vergangenheit, die zwanzigjährige Herrschaft des Duce wurde verdrängt. Die Gebäude des Forums wurden renoviert, fertiggestellt und erhielten ihre alten Funktionen weitestgehend zurück. Die faschistische Symbolik der Monumente blieb erhalten, und das Personal des Forums aus der Zeit des Faschismus verblieb in den führenden Positionen. Eine ähnliche Verfahrensweise findet sich auch an anderen Monumenten, in Rom etwa an einem Palast vor der Kirche Sant’Ivo alla Sapienza.

## Herstellung und Transport

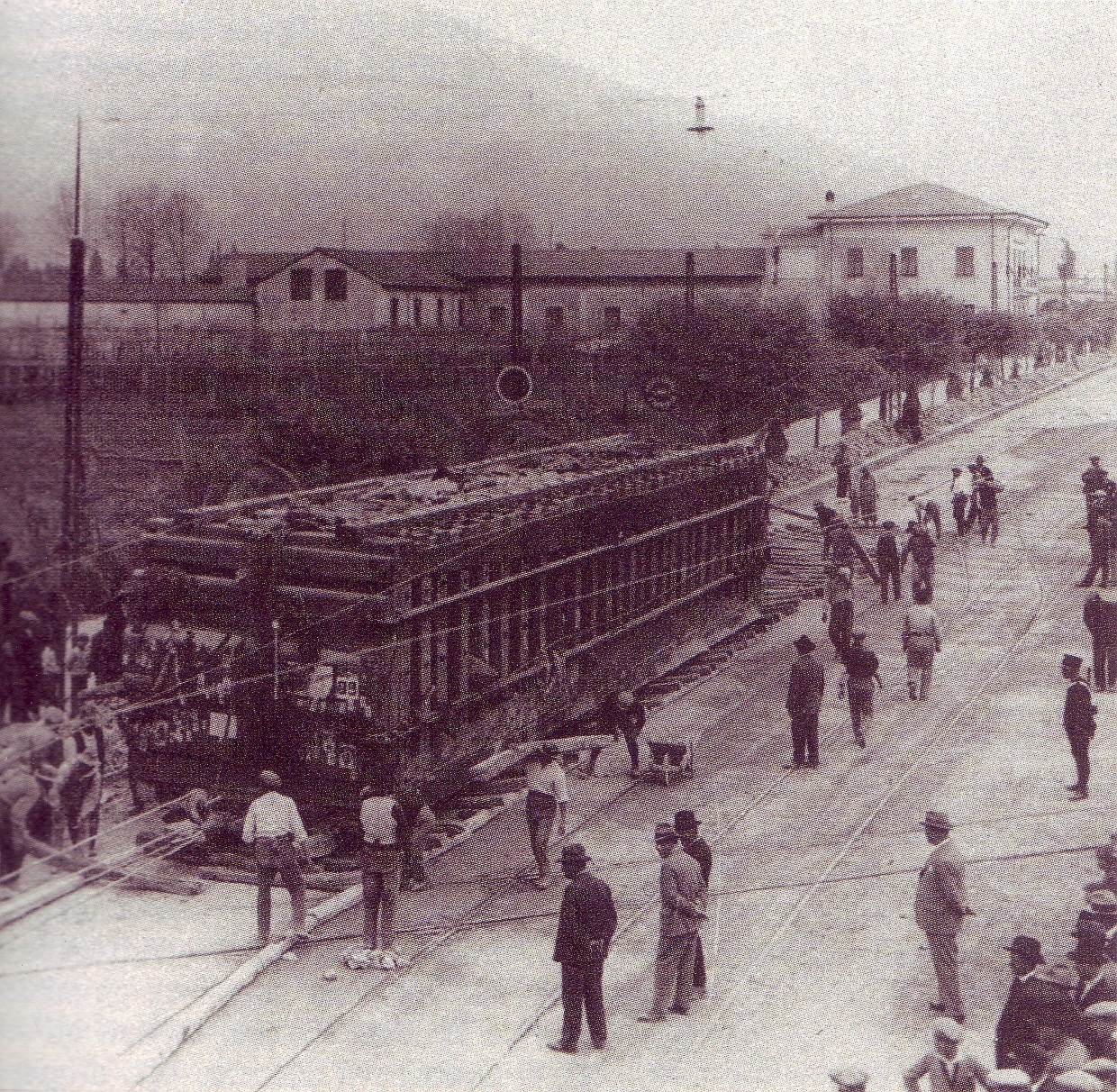
Bild des in ein Transportgerüst gefassten Mussolini-Obelisken

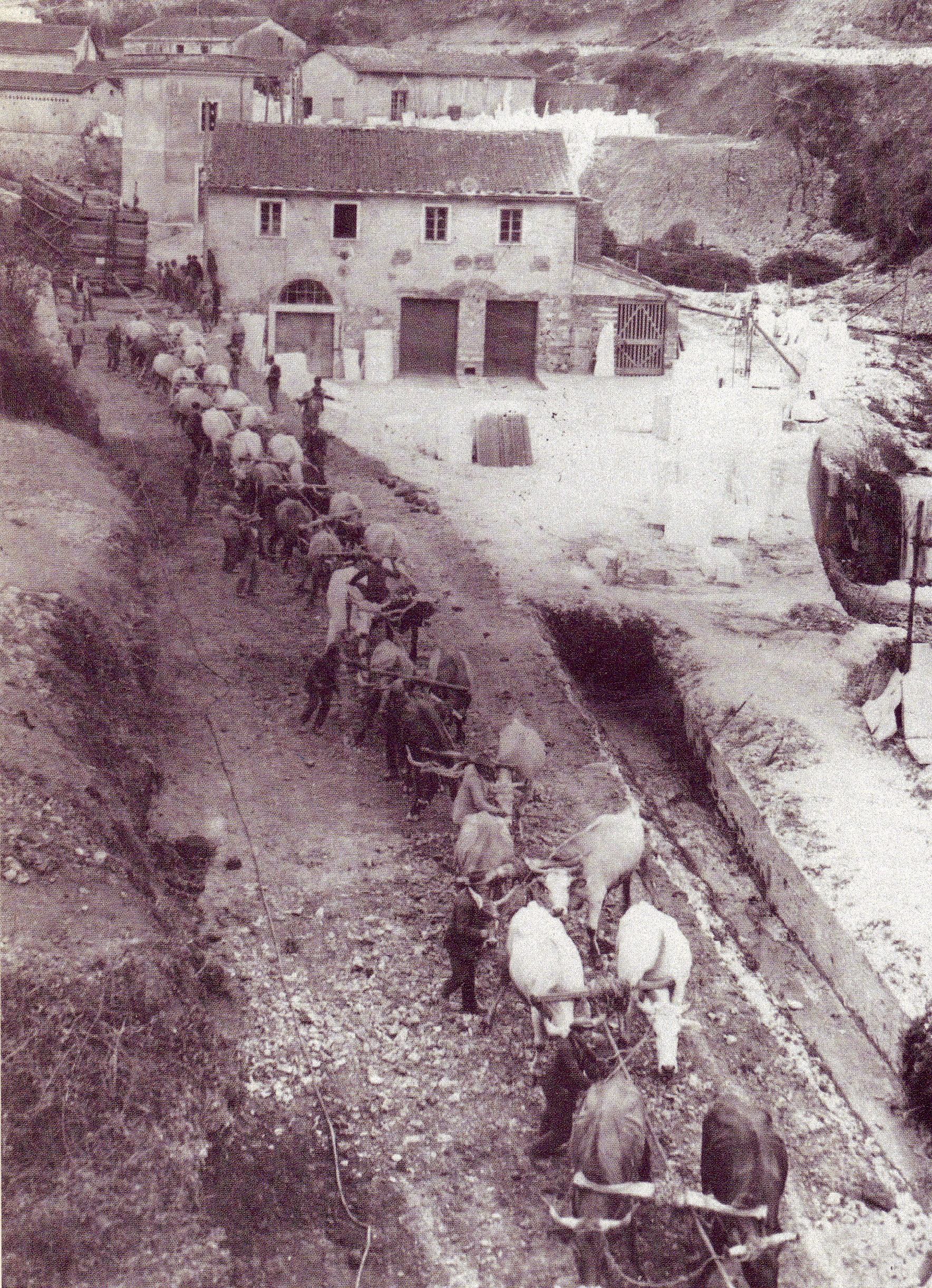
Transport mit Ochsen-Gespannen. Erkennbar ist ein eigens für den Transport geschaffener Weg.

Der Mussolini-Obelisk aus Carrara-Marmor war integraler Bestandteil der Planungen des Forums. Die faschistische Regierung versuchte die Krise der gesamten italienischen Wirtschaft und der Marmorproduktion durch spektakuläre Großaufträge zu beschönigen, die den großen Werken der römischen Imperatoren gleichkommen sollten. Hierzu zählen auch die 60 Monumentalstatuen und die steinerne Weltkugel aus Carrara-Marmor auf dem Forum Mussolini, die drei Meter im Durchmesser misst, 37 Tonnen wiegt und damit die weltgrößte Kugel aus Naturstein sein dürfte.
1928 begannen die Freilegung und der Abbau des Marmorrohblocks für den Obelisken in den Steinbrüchen der Apuanischen Alpen bei Carrara. Zunächst musste eine mächtige Gesteinsbank des Marmorvorkommens ausgesucht werden, die keinerlei Risse, Spalten oder Fehler aufwies. Gefunden wurde eine Marmorschicht in dem Gebiet von Fantiscritti in den Bergen über Carrara im Steinbruch Carbonera.
Zuerst spalteten und schlugen die Steinhauer, die bei Carrara Marmoristi genannt werden, den Block aus der Gesteinsschicht frei. Nachdem der Block aus der Gesteinsschicht gelöst war, war er 19,00 × 2,35 × 2,35 Meter groß. Dieser Marmorblock wurde in ein vorbereitetes, 50 Tonnen schweres Holzbalkengerüst geschoben, das ihn umkleidete und vor Beschädigungen schützen und so den Transport ermöglichen sollte. Der Abtransport aus 800 Meter Höhe über die Berghänge erfolgte mit einer speziellen Methode, der sog. Lizzatura. Dabei wird der Steinblock mit Seilen gesichert, die langsam nachgelassen werden. Mit dieser Methode und einer Sicherung durch Stahlseile rutschte der 300 Tonnen schwere Rohblock in seinem Holzgerüst auf mit Seife eingeschmierten Holzbohlen ins Tal. Genutzt für den Abtransport wurde ein natürlicher Einschnitt im Marmorgebirge, der sog. Grande Canale bei Fantiscritti.
36 Paar Ochsen zogen den Obelisken in der Ebene elf Kilometer weit bis zum Hafen in Marina di Carrara, dabei wurden 70.000 Liter Seife als Gleitmittel auf den Holzbohlen verbraucht. Mit dem Transport waren 50 Männer befasst und er soll acht Monate gedauert haben. Im Hafen von Marina di Carrara wurde eine Rampe aufgeschüttet. Vorher wurde das Holzgerüst abgenommen und der Block von der Rampe auf den Lastkahn Apuano geschoben, der auf Sand trockengelegt war und dessen Ladefläche sich auf gleicher Höhe wie die Rampe befand. Im Juni 1929 transportierte der Kahn den Block zunächst bis Fiumicino und anschließend auf dem Tiber bis nach Rom. Die Herstellung des Monolithen selbst erforderte insgesamt 10.000 Arbeitsstunden und der Block ragt an seinem Aufstellungsort 17,40 Meter hoch. Der Block und die Herstellung kostete 2.450.000 Lire, eine erhebliche Summe in der damaligen Zeit.
In Rom wurde der Obelisk aus dem Schiff entladen und durch die Straßen bis zu seinem Aufstellungsort mit einem Traktor, begleitet von großem öffentlichen Interesse, gezogen. Zu seiner Aufstellung war eine Rampe gebaut worden. Der Monolith wurde in ein Stahlgerüst eingelegt und mittels hydraulischer Pressen nach oben befördert und auf den Sockel gesetzt.
Am 4. November 1932 übergab Mussolini den Mussolini-Obelisken, den Palazzo dell'Accademia Fascista und das Stadio dei Marmi der Öffentlichkeit, nachdem er zuvor in Rom eine Feier zum zehnten Jahrestag der faschistischen Machtübernahme in Italien abgehalten hatte.

## Restaurierung
Im Jahre 2006 gab das Olympische Komitee Italiens die Restaurierung des Ehrenplatzes samt Mussolini-Obelisk für 2,2 Millionen Euro in Auftrag. Der Obelisk wurde eingerüstet und sollte lediglich gereinigt werden. Weder die Anbringung einer Erklärungstafel noch eine Entfernung des Schriftzuges war beabsichtigt oder eingeplant.
Im April 2015 forderte die Präsidentin der italienischen Abgeordnetenkammer Laura Boldrini (Sinistra Ecologia Libertà) die Entfernung der Inschrift auf dem Obelisken, erntete dafür allerdings parteiübergreifend Kritik, sowohl aus dem rechten bis rechtsextremen Lager als auch aus dem Partito Democratico.

## Rezeption
In den Reden Mussolinis wird die Bedeutung Roms für den italienischen Faschismus verherrlicht:
„Rom ist unser Ausgangs- und Bezugspunkt, es ist uns Symbol, oder wenn man so will: unser Mythos. Wir stellen uns ein römisches Italien vor, das heißt, ein weises und starkes, diszipliniertes und kaiserliches. Vieles von dem, was der unsterbliche Geist Roms ist, wird im Faschismus lebendig.“
Der Obelisk stellt für Nanni Baltzer nicht nur in der städtebaulichen Vorstellung Mussolinis den Schlusspunkt dar, sondern einer Ära des Faschismus. Abgeleitet wird diese Auffassung aus dem Titelblatt der Dokumentation des Propagandabüros des Gouverneurs von Rom:
„Mit korinthischen Säulen im Rücken sehen wir in der oberen Hälfte den Protagonisten, Mussolini, der mit einer Spitzhacke auf baufällige und dicht ineinander geschachtelte Bauten, auf antike Spolien und gepflasterte Straßen schlägt. Es wird deutlich, dass er ‚nur‘ die anonymen, unhygienischen und nicht funktionellen Stadtteile beseitigen will. Die antike Vergangenheit hingegen stützt ihm den Rücken und ist Basis für sein Regime: Entsprechend tritt Mussolini hier nicht nur als Vertreter des Staates und somit Auftraggeber der Aktion auf, sondern er ist vor allem der aktive Duce, der Führer, der auf der Tradition aufbauend ‚das Neue‘ schafft, was in der unteren Hälfte des Titelblattes zu sehen ist: ‚Getragen vom Volk‘ (er steht ‚im Volk‘) legt er den Grundstein für eine Reihe von neuen Bauten aus den letzten Jahren. Doch: Mussolini legt nicht nur den Grundstein zum Bau neuer Häuser, Straßenzüge, Quartiere oder Städte, sondern er ist auch der Kreator eines Staates und einer Ära – des Faschismus.
Der Schlusspunkt oder das Ausrufezeichen der ganzen Seite ist der mit Mussolini unterschriebene Obelisk rechts unten, der weniger den Kontrapunkt denn eine Klammer mit den antiken Säulen links oben bildet: Tatsächlich ist es der Obelisk, der noch heute auf dem Foro Italico in Rom steht, dem früheren Foro Mussolini, das eines der ganz großen, frühen, prestigeträchtigen städtebaulichen Projekte des Faschismus war.“